# Euschistus latimarginatus
Euschistus latimarginatus är en insektsart som beskrevs av John Todd Zimmer 1910. Euschistus latimarginatus ingår i släktet Euschistus och familjen bärfisar. Inga underarter finns listade i Catalogue of Life.